# Kaple svatého Václava a svatého Vojtěcha
Kaple svatého Václava a Vojtěcha v Ostrově u Stříbra je vrcholně barokní kaple, jejímž autorem je architekt Jan Blažej Santini-Aichel. Santiniho autorství není archivně doloženo, vyplývá z jeho činnosti pro kladrubský klášter a slohového charakteru stavby. Je chráněna jako kulturní památka České republiky.

## Historie

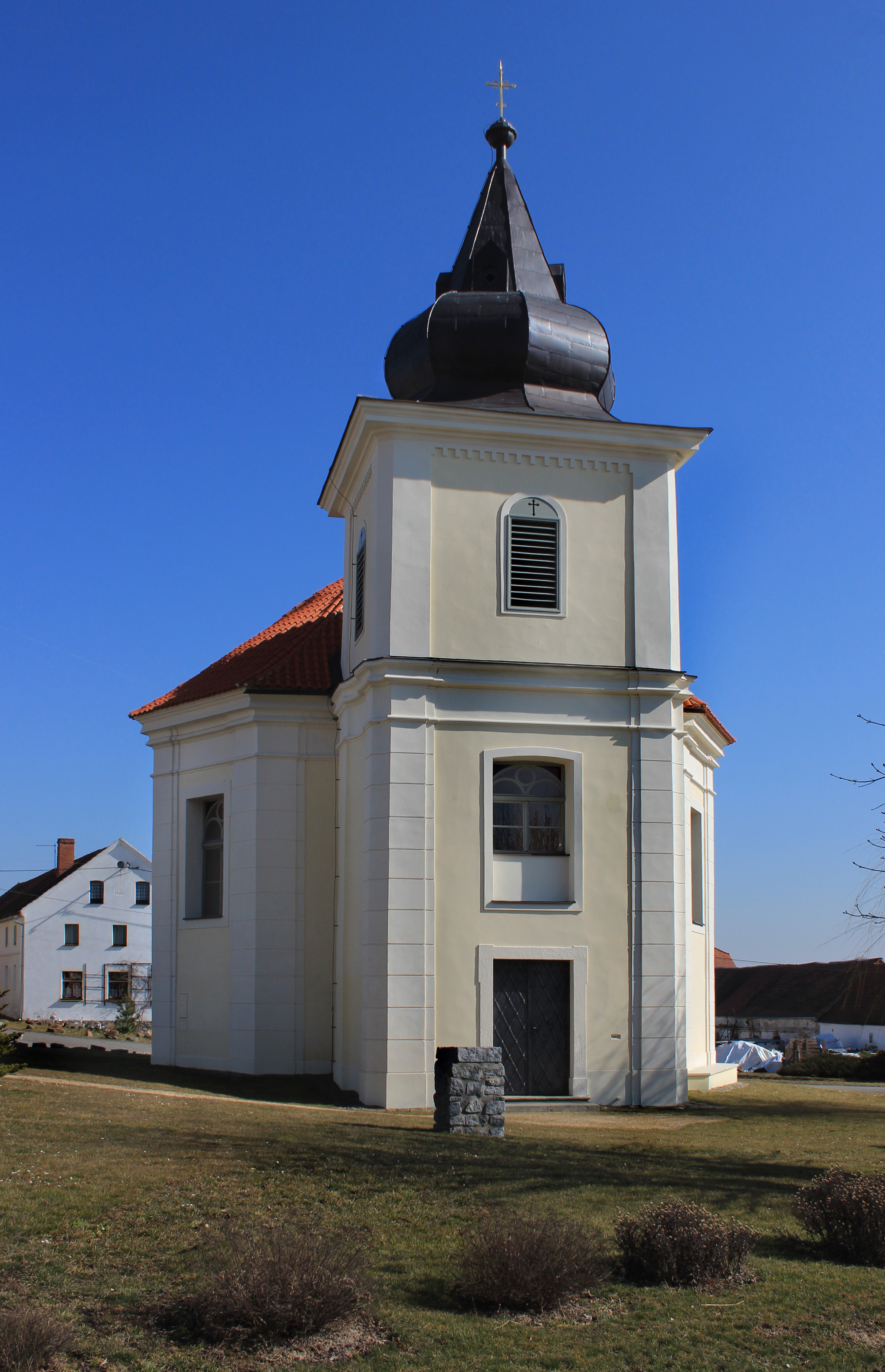
Západní pohled na kapli

Kaple sv. Václava a Vojtěcha se nachází v Ostrově u Stříbra v okrese Tachov. Realizace novostavby spadá do druhé čtvrtiny 18. století, přesný rok realizace není zcela jasný, názory historiků se liší, 1728 /1729 /1740. Není zcela jasný ani stavebník, s největší pravděpodobností se jedná o Mauruse Fintzgutha, /1729 opata benediktinského kláštera v Kladrubech nebo kladrubského opata Josefa Siebera. Kaple byla vysvěcena opatem Fintzguthem, což uvádí plzeňský arciděkan v dopise pražské konzistoři, datovaném 5. listopadu 1729. Vzhledem k tomu, že opat Fintzguth zemřel 4. února 1729, má se za to, že svěcení proběhlo nejspíše v roce 1728, patrně na svátek patrona kaple. Informace o stavbě nepodal ani kladrubský archiv, ve fragmentech zničeného kladrubského archivu nejsou o ostrovské kapli žádné zprávy. Západní věž kaple se vstupní předsíňkou byla přistavěna až v polovině 19. století. Santini působil ve službách kladrubského kláštera až do své smrti v roce 1723. Projekt kaple sv. Vojtěcha v Ostrově u Stříbra vytvořil zřejmě v posledních létech života. Realizován byl snad až po architektově smrti, avšak nepochybně beze změn.

## Popis stavby
Stavba kompozičního typu „paprsčité centrály“ je tvořena vlastní střední lodí na šestiúhlém půdorysu a třemi apsidovými prostory na shodných segmentových křivkách. Půdorysné rozvržení stavby je konstruováno geometrickými postupy charakteristickými pro Santiniho. Do sítě soustředných kružnic, jejichž poloměry jsou v jednoduchých poměrových vztazích, jsou vepisovány rovnostranné trojúhelníky, pootočené o 60°. Další, doplňující síť menších kružnic určuje střídavě průběh vnější a vnitřní líce obvodového zdiva. Výsledný, radiálně rozvinutý půdorysný obrazec má až ornamentální povahu, příznačnou i pro další Santiniho centrály. Vnější objem stavby je formován nad trojúhelníkem se seříznutými vrcholy, trojboká centrála je na hranách mocně zkosená. Nárožní pilastry, urostřed zbývajících volných boků rizality s trojhranými štíty. Po obvodu je jedna řada obdélných oken, pod kterými jsou menší čtvercová slepá pole. Na kupoli byly namalovány nástropní fresky, které jsou dnes nově zrekonstruovány. Ve středech stran vystupují mělké rizality s konkávními náběhy. Tvarosloví exteriéru i interiéru je minimalizováno a lineariziváno, zcela v duchu pozdního Santiniho díla. Pro tohoto architekta jsou příznačné i strmé a hustě skládané, lineárně působící profily říms. Pozdější hranolovitá jednopatrová věž s cibulí je z počátku 19. století a je umístěna uprostřed západního bloku. Ve věži je předsíň, sklenutá plackou (kruchta nad ní je podobně komponovaná). Vnitřek věže je členěn na třech stranách v ose zkosených nároží širokými oltářními nikami a sklenut kupolí s lucernou.

## Zařízení kaple
Hlavní oltář je vytvořen technikou al fresco na ploše východní niky. Malba představuje sv. Václava a sv. Vojtěcha, oba nesoucí obraz Piety, kopie slavného poutního obrazu z chrámu v Přešticích. V horním nástavci je zachycen sv. Benedikt.V dolní části je umístěna predella s karyatidami andělů a draperiemi z doby kolem roku 1740. Na stropních freskách je zobrazena  alegorie Víry a Naděje, Adam a Eva v ráji, na třetí Spasitel. Kazatelna kaple je raně barokní, hranolovitá s nárožními sloupky a boltcovou ornamentikou.
V roce 2023 bylo na zdi kostela zavěšeno 14 obrazů křížové cesty, které namaloval akademický malíř Jaroslav Šindelář.

## Oprava kaple

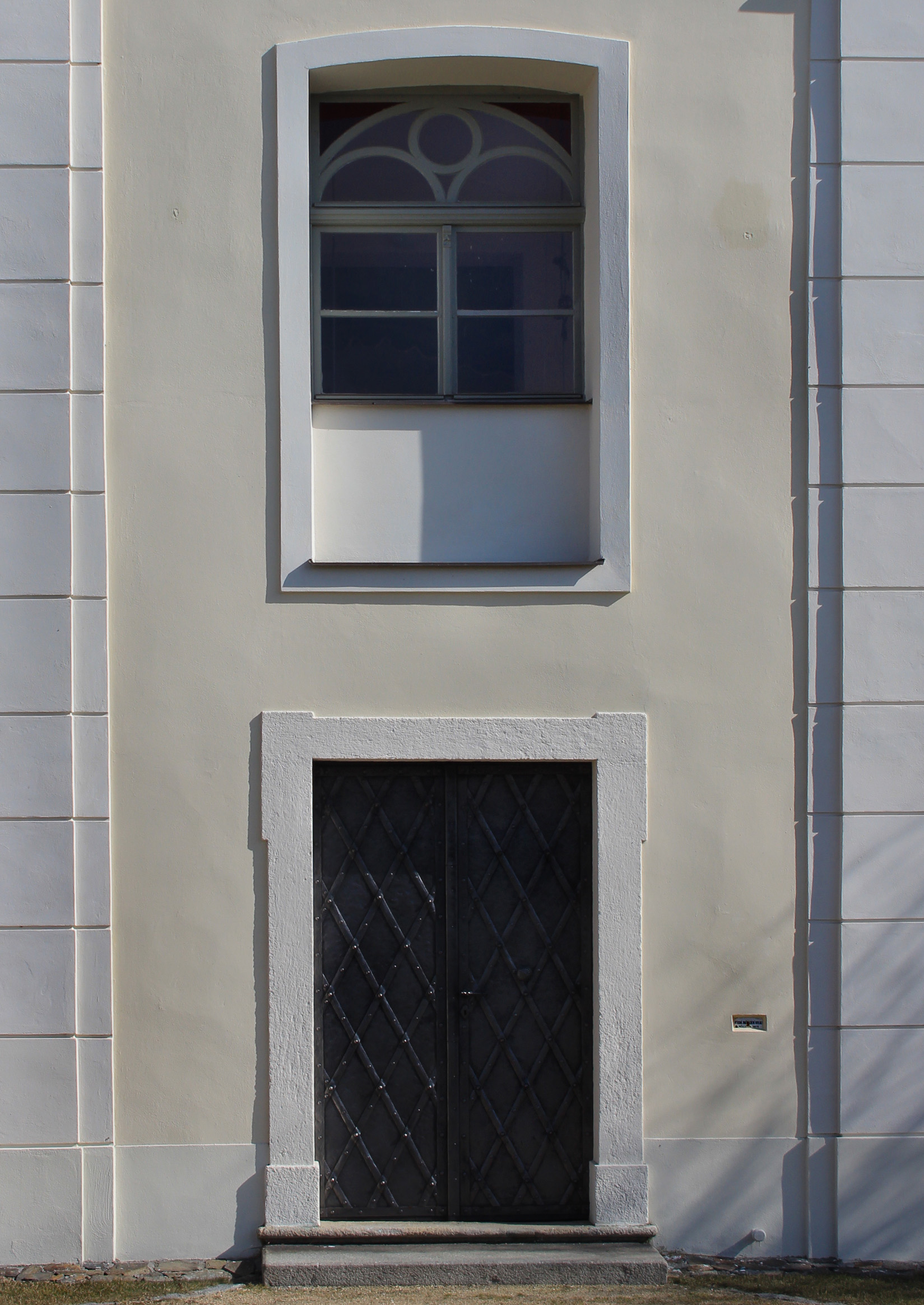
Vchodový portál

Kaple byla od června 2009 do srpna 2010 rekonstruována. Této stavbě byla udělena v roce 2011 cena poroty za výrazný počin municipality při obnově historické stavby v rámci projektu Stavba roku Plzeňského kraje 2010 v sekci rekonstrukce budov. Přihlašovatel a investor opravy byl obec Kostelec a projektant Ing. arch. Jitka Pohořalá – Památkový ateliér, zhotovitel STAFIKO stav s. r. o. Cena poroty byla udělena za výrazný počin municipality při obnově historické stavby.
Odborná porota opravu ohodnotila takto: „Nominaci na titul Stavba roku Plzeňského kraje 2010 získává za zdařilou obnovu stavební části kostela, fasády i interiéru, včetně položení nové krytiny na kapli i věž. Rekonstrukce je provedena velmi čistě, nehraje si na žádnou okázalost a na návsi zazářila svébytná estetická výpověď o nejhlubších kvalitách a potenci architektonické skutečnosti. Je to důkaz, že architektura může i vychovávat a navíc se kapli vrátila i její náboženská náplň.“ Byl uplatněn typický půdorys sférického trojúhelníku s unikátním zastřešením položením krytiny přímo na klenbu kaple. Interiér zdobí barokní fresky a památkově chráněný původní oltář. Komplexní oprava se týkala stavební části i restaurování výzdoby.